# Duke Nukem
Duke Nukem kan även syfta på en skurk i Captain Planet and the Planeteers.
Duke Nukem är en datorspelsfigur skapad av Apogee (idag 3D Realms) till sina Duke Nukem-spel. Duke är en brutal person och drar ofta humoristiska one liners. Duke Nukem är till utseende en blond man som bär solglasögon, rött linne, blå jeans, har en muskulös kropp och hanterar olika sorters vapen. Dukes röst görs av Jon St. John.

## Duke Nukem-spel
Duke Nukem har förekommit i tre huvudsakliga spel:
- Duke Nukem, 1991 (MS-DOS)
- Duke Nukem II, 1993 (MS-DOS)
- Duke Nukem 3D, 1996 (MS-DOS)
- Duke Nukem: Manhattan Project, 2002 (Microsoft Windows)
- Duke Nukem 3D High Resolution Pack, 2005 (WIN-32)
- Duke Nukem 3D: Reloaded, 2011 (Microsoft Windows)
- Duke Nukem Forever, 2011 (Microsoft Windows)

Duke Nukem har även varit med i följande spel.
- Duke Nukem 64, 1997 (Nintendo 64)
- Duke Nukem: Total Meltdown, 1997 (PlayStation)
- Duke Nukem: Time to Kill, 1998 (PlayStation)
- Duke Nukem 3D, 1998 (Sega Mega Drive)
- Duke Nukem: Zero Hour, 1999 (Nintendo 64)
- Duke Nukem, 1999  (Game Boy Color; alternativt version av Duke Nukem II)
- Duke Nukem: Land of the Babes, 2000 (PlayStation)
- Duke Nukem Advance, 2001 (Game Boy Advance)
- Duke Nukem Mobile, 2005 (Tapwave Zodiac)
- Duke Nukem 3D, 2008 (Xbox 360)
- Duke Nukem 3D, 2009 (Iphone)
- Duke Nukem: Manhattan Project, 2010 (Xbox 360)
- Duke Nukem Forever, 2011 (Xbox 360)
- Duke Nukem Forever, 2011 (PlayStation 3)

Duke Nukem finns även med i rallyspelet Death Rally som en av de svårare motspelarna och Cosmo's Cosmic Adventure - Episode 2 och som en DLC i Bulletstorm.